# Cladograma

Árbol filogenético (en este caso representado en forma de cladograma) que muestra un ejemplo de diversificación de una especie ancestral en 3 especies presentes en la actualidad. Cada nodo del árbol (como el marcado con un círculo rojo) representa el antepasado común más próximo dentro de un clado, que representa algún antepasado común con todos sus descendientes. El antepasado común es una población que no necesariamente está compuesta de un único individuo. En barras rojas se muestran las apomorfías: los nuevos estados del carácter.

Un cladograma (del griego κλάδος [clados], «rama») es un diagrama ramificado usado en la cladística que esquematiza la filogenia, o historia evolutiva, más probable de un grupo de taxones terminales (los nodos terminales del cladograma), con base en cierta metodología fundada por el taxónomo Willi Hennig en 1950 (traducido al inglés en 1965). El cladograma une taxones con su ascendencia común, deducida a partir de sinapomorfías o caracteres derivados compartidos (Camin & Sokal, 1965; Eldredge & Cracraft, 1980; Mayr, 1965, 1978); los cladogramas son los diagramas de ascendencia en común y los filogramas son los diagramas basados en relaciones ancestro-descendiente. En un sentido más restringido, un cladograma corresponde a un conjunto de filogramas. Así hace algunos supuestos previos de la historia evolutiva del grupo, como que cada rama de nodo a nodo es una especie (independientemente de la cantidad de cambios evolutivos que ocurrieron en ese linaje), que la ramificación es únicamente dicotómica, que una especie ancestral al ramificarse en dos da siempre dos especies derivadas y ninguna de las ramas mantiene los caracteres de la especie ancestral, y que no hay anastomosis de ramas. Los cladogramas son utilizados por los sistemáticos filogenéticos.
Los cladogramas son similares a los dendrogramas, pero los nodos representan el antepasado común más próximo del grupo de organismos.
Del cladograma se puede derivar una clasificación de los organismos.